# Barbara de Puydt
Barbara de Puydt (Aalst, 14 januari 1816 – Breda, 24 juni 1867) was de oprichter en de madam van Het huis van Barbara. Zij stond in 1838 bij de gemeente Breda ingeschreven als kraamster in parfumerieën, maar in 1839 vestigde zij zich als 'tapster en slaapsteehoudster'.
Ze begon waarschijnlijk in 1844 met haar bordeel, aangezien ze in dat jaar ineens heel hoog werd aangeslagen in de patentbelasting. In 1849 woonden, behalve Barbara de Puydt, acht prostituees in het pand: vier afkomstig uit België, twee uit Duitsland en twee uit Nederland. In dat jaar trouwde Barbara met Jacobus Johannes Kleyne, de zoon van de laatste beul van 's-Hertogenbosch en hoogstwaarschijnlijk familie van de laatste beul van Breda, ook Kleyne genaamd. Het huwelijk hield echter niet stand en in 1851 was Kleyne weer terug in 's-Hertogenbosch. Pas tien jaar later werd de echtscheiding officieel uitgesproken, een zeldzaamheid in die dagen.
De bordeelhoudster leefde inmiddels samen met ene Willem Verspuy, met wie zij in 1862 trouwde. Met het overlijden van Barbara de Puydt in 1867 hield ook Het huis van Barbara op te bestaan.